# 銀行法
銀行法（ぎんこうほう、昭和56年6月1日法律第59号）は、銀行に関する日本の法律である。
銀行の業務の公共性に由来する信用維持、預金者保護などと、金融の円滑のための銀行業務の健全、適切な運営を確保することを目的とする（1条）。銀行業に関するいわゆる「業法」である。
1981年（昭和56年）6月1日に公布され、旧法である銀行法（昭和2年法律第21号）を全改正する形で制定された。
本法に基づく銀行を長期信用銀行などから特に区別する場合、「普通銀行」と呼ぶ。

## 主務官庁
- 金融庁監督局[1][2]
  - 銀行第一課 - 普通銀行（メガバンク・旧都市銀行・旧長信銀転換2行）・信託銀行・新業態行を監督
  - 銀行第二課 - 第一地方銀行・第二地方銀行（旧相互銀行）を監督
    - 協同組織金融室 - 信用金庫・信用組合 ・労働金庫を監督

  - 郵便貯金・保険監督総括参事官室 - ゆうちょ銀行を監督

ノンバンクを担当する同庁総合政策局リスク分析総括課、JAバンク・JFマリンバンクを所掌する農林水産省経営局金融調整課など他省庁と連携して執行にあたる。

## 構成
- 第一章　総則（第一条―第九条）
- 第二章　業務（第十条―第十六条）
- 第二章の二　等子会社等（第十六条の二―第十六条の四）
- 第三章　経理（第十七条―第二十三条）
- 第四章　監督（第二十四条―第二十九条）
- 第五章　合併、会社分割又は事業の譲渡もしくは譲受け（第三十条―第三十六条）
- 第六章　廃業及び解散（第三十七条―第四十六条）
- 第七章　外国銀行支店（第四十七条―第五十二条）
- 第七章の二　外国銀行代理業務に関する特則（第五十二条の二―第五十二条の二の十）
- 第七章の三　株主 
  - 第一節　通則（第五十二条の二の十一―第五十二条の八）
  - 第二節　銀行主要株主に係る特例 
    - 第一款　通則（第五十二条の九・第五十二条の十）
    - 第二款　監督（第五十二条の十一―第五十二条の十五）
    - 第三款　雑則（第五十二条の十六）

  - 第三節　銀行持株会社に係る特例 
    - 第一款　通則（第五十二条の十七―第五十二条の二十）
    - 第二款　業務および子会社等（第五十二条の二十一―第五十二条の二十五）
    - 第三款　経理（第五十二条の二十六―第五十二条の三十）
    - 第四款　監督（第五十二条の三十一―第五十二条の三十四）
    - 第五款　雑則（第五十二条の三十五）

  - 第七章の四　銀行代理業
  - 第一節　通則（第五十二条の三十六―第五十二条の四十一）
  - 第二節　業務（第五十二条の四十二―第五十二条の四十八）
  - 第三節　経理（第五十二条の四十九―第五十二条の五十一）
  - 第四節　監督（第五十二条の五十二―第五十二条の五十七）
  - 第五節　所属銀行等（第五十二条の五十八―第五十二条の六十）
  - 第六節　雑則（第五十二条の六十一）
- 第七章の五　電子決済等代行業
  - 第一節　通則（第五十二条の六十一の二―第五十二条の六十一の七）
  - 第二節　業務（第五十二条の六十一の八―第五十二条の六十一の十一）
  - 第三節　監督（第五十二条の六十一の十二―第五十二条の六十一の十八）
  - 第四節　認定電子決済等代行事業者協会（第五十二条の六十一の十九―第五十二条の六十一の二十九）
  - 第五節　雑則（第五十二条の六十一の三十）
- 第七章の六　指定紛争解決機関
  - 第一節　通則（第五十二条の六十二―第五十二条の六十四）
  - 第二節　業務（第五十二条の六十五―第五十二条の七十七）
  - 第三節　監督（第五十二条の七十八―第五十二条の八十四）
- 第八章　雑則（第五十三条―第六十条）
- 第九章　罰則（第六十一条―第六十七条）
- 第十章　没収に関する手続等の特例（第六十八条―第七十条）
- 附則

### 関連する規則等
- 銀行法施行令 - e-Gov法令検索
- 銀行法施行規則 - e-Gov法令検索

- 主要行等向けの総合的な監督指針
- 中小・地域金融機関向けの総合的な監督指針
- 金融コングロマリット監督指針
- 預金等受入金融機関に係る検査マニュアル
- 預金等受入金融機関に係る検査評定制度

（上記監督指針等についてはこちら）

## 沿革と主要な改正

### 前史
- 1872年（明治5年）
  - 国立銀行条例公布
- 1876年（明治9年）
  - 国立銀行条例改正
- 1890年（明治23年）8月
  - 銀行条例公布
- 1927年（昭和2年）
  - 旧銀行法(昭和二年法律第二十一号)公布
銀行の兼業が大幅に制限された(銀証分離)。倉庫業や証券業、ビルブローカー業等を兼営できなくなったため、銀行業の廃止や分離が行われた。
- 1981年（昭和56年）6月1日
  - 全改正 新銀行法(昭和五十六年法律第五十九号)公布

### 新銀行法下
- 2001年
  - 特定取引勘定の設置に係る認可の廃止
- 2002年
  - 銀行の主要株主及び議決権大量保有者
  - 保険商品窓口販売の拡大
- 2004年
  - 子会社におけるネットワーク上のプリペイド事業の解禁等
- 2006年
  - 銀行代理業等
- 2008年
  - 外国銀行代理業等
  - 平成20年金商法改正（平成20年法律第65号）に伴い、証券会社・銀行・保険会社のファイアーウォール規制の緩和等が行われた（平成21年6月1日施行）規則監督指針検査マニュアル
- 2009年
  - 平成21年金商法改正に伴い、金融ADR制度が導入された法案
- 2016年
  - 情報通信技術の進展等の環境変化に対応するため、銀行法等の一部を改正する法律が施行された。
- 2021年
  - デジタル化や地方創生への貢献を図るため、業務範囲規制の見直し、出資規制の見直しなどを内容とする一部改正が行われた[3]。

## 銀行の業務範囲
銀行の業務は次の各条文に規定されるものに限られている。
- 固有業務（第10条第1項）
  - 預金または定期積金等の受入れ
  - 資金の貸付けまたは手形の割引
  - 為替取引
- 付随業務（第10条第2項）
  - 列挙された付随業務
    - 債務の保証または手形の引受け （第1号）等

  - その他付随業務
    - 判断基準

    - 具体例
      - コンサルティング業務（監督指針V-3-2(1)）
      - ビジネスマッチング業務（監督指針V-3-2(1)）
      - M&Aに関する業務（監督指針V-3-2(1)）
      - 事務受託業務（監督指針V-3-2(1)）
      - 株式公開等に向けたアドバイスをする業務（監督指針V-3-2(1)(注1)）
      - 株式公開等が可能な取引先企業を紹介する業務（監督指針V-3-2(1)(注1)）
      - 勧誘行為をせず単に顧客を金融商品取引業者に紹介する業務（監督指針V-3-2(1)(注1)）
      - 個人の財産形成に応ずる業務（監督指針V-3-2(注2)）
      - 排出権[4]の媒介・コンサルティング業務（平成19年7月31日金商法パブコメ596頁1番）
      - 電子マネーの発行に係る業務（監督指針V-3-2(2)）
- 投資助言業務（第11条第1号）
- 他業証券業務（第11条第2号）
- 自己信託業務（第11条第3号）
- 排出権業務（第11条第4号）
- 法定他業（第12条）：担保付社債信託法による担保付社債の信託業務、兼営法による信託業務など

### 銀行グループの業務範囲
銀行グループの業務範囲も限定されている。
1. 子会社の業務範囲（第16条の2第1項）
2. 子法人等、関連法人等及び特定出資会社の業務範囲（主要行等向けの総合的な監督指針V-3-3）

## 銀行の業務に関する規制

### 銀行・銀行持株会社の議決権保有
- 銀行議決権保有者
  - 5%を超えて銀行または銀行持株会社の議決権を保有する者は、5営業日以内に届出書を提出しなければならず、届出書を提出した場合には「銀行議決権大量保有者」となり、その後1%以上の増減があった場合などには変更報告書を提出しなければならない（第52条の2の11から第52条の4）。なお、グループで保有する等の場合、合算されることに注意（3条の2）。また、銀行議決権大量保有者となると、報告命令・立入検査の対象となる（第52条の7及び第52条の8）。
- 銀行主要株主
  - 主要株主基準値（原則20％）以上の銀行または銀行持株会社の議決権を保有しようとする者は、認可を受ける必要があり（2条9項、第52条の9）、認可を受けると「銀行主要株主」となる（2条10項）。[注釈 1]また、銀行主要株主になると、報告命令・立入検査の対象となる（第52条の11から第52条の13）。さらに、銀行主要株主のうち、議決権の50％超を保有する者は、措置命令・改善計画提出要求等の対象にもなる（第52条の13）。
- 銀行持株会社
  - 銀行を子会社とする持株会社（独占禁止法9条5項1号の持株会社をいう）になろうとする会社または銀行を子会社とする持株会社の設立をしようとする者は、認可を受ける必要があり（52条の17第1項、第3項但書）、認可を受けると「銀行持株会社」となる（2条12項）。

また、銀行持株会社になると、報告命令・立入検査の対象となるほか、措置命令・改善計画提出要求等の対象にもなり（第52条の31から第52条の34）、さらに業務範囲・子会社・議決権を保有できる会社の範囲が制限され（52条21、52条の23、52条の24）、業務報告・貸借対照表等の公告・説明書類の縦覧（52条の27～52条の29）の義務その他の規制が課される。

### 銀行法上のアームズレングスルール
- 銀行は、特定関係者または特定関係者の顧客とも、通常の条件で取引をしなければならないとのルール。銀行に不利な場合のみならず有利な場合も禁止される。「銀行と銀行グループ内会社等との利益相反取引を通じて銀行経営の健全性が損なわれること等を防止するための規定」であるとされている（主要行等向けの総合的な監督指針V-2）。
  - 銀行は、その特定関係者との間で、次の取引または行為をすることを原則として禁止されている。
    1. 銀行に不利な条件で行われる取引（銀行法第13条の2第1号、銀行法施行規則第14条の10）
    2. 特定関係者に不当に不利益を与える条件で行われる取引（銀行法第13条の2第2号、銀行法施行規則第14条の11第2号）
    3. 何らの名義によってするかを問わず、銀行法第13条の2の規定による禁止を免れる取引または行為

  - 銀行は、その特定関係者の顧客との間で、次の取引または行為をすることを原則として禁止されている。
    1. 銀行に不利な条件で行われる取引（特定関係者と特定関係者の顧客が当該特定関係者が営む業務に係る契約を締結することをその取引の条件としているものに限る（銀行法第13条の2第2号、銀行法施行規則第14条の11第1号）
    2. 何らの名義によってするかを問わず、銀行法第13条の2の規定による禁止を免れる取引または行為

  - 特定関係者（銀行法施行令第4条の2第1項）とは以下などである。
    1. 子会社
    2. 主要株主
    3. 銀行持株会社

### 禁止行為
銀行は、顧客に対する、次に掲げる行為をすることが禁止される。
1. 虚偽告知（13条の3第1号）
2. 断定的判断の提供等（13条の3第2号）
3. 不当に、特定関係者その他密接関係者の営む業務に係る取引を行うことを条件として、信用供与またはそれを約すること（13条の3第2号、銀行法施行規則14条の11の2）
4. 重要事実の不告知等（13条の3第4号、銀行法施行規則14条の11の3第1号）
5. 不当に、自己の指定する事業者と取引を行うことを条件として、信用供与またはそれを約すること（同条第2号）
6. 優越的地位の濫用（同条第3号）

### 預金等の受入れに関する規制
- 情報提供義務（12条の2第1項）
- 特定預金契約に係る契約締結前交付書面の交付等の義務（13条の4）

### 信用供与に関する規制
- 大口信用供与規制（13条）
- 取締役等に対する信用の供与（14条）

### 自己資本比率規制
- 金融庁のホームページ･･･情報が集約されている。特に冒頭のバーゼルⅡ（新しい自己資本比率規制）については簡潔で分かり易い
- バーゼルⅡ第1の柱（最低所要自己資本比率）
  - 銀行
    - 14条の2
    - 自己資本比率告示
    - 自己資本比率告示に関する平成24年3月31日までの特例の読替表[5]

  - 銀行持株会社
    - 52条の25
    - 連結自己資本比率告示
    - 連結自己資本比率告示に関する平成24年3月31日までの特例の読替表

  - バーゼルⅡにおける適格格付機関等を定める告示
- バーゼルⅡ第2の柱（金融機関の自己管理と監督上の検証）
  - 主要行等監督指針Ⅲ-2-1
  - 預金等受入金融機関に係る検査マニュアル
- バーゼルⅡ第3の柱（市場規律）
  - 銀行
    - 第21条第1項、第2項（説明書類）
    - 銀行法施行規則第19条の2第1項第5号二、第19条の3第3号ハ「自己資本の充実の状況について金融庁長官が別に定める事項」
    - 告示

  - 銀行持株会社
    - 第52条の29第1項（説明書類）
    - 銀行法施行規則第34条の26第1項第4号ハ「自己資本の充実の状況について金融庁長官が別に定める事項」
    - 告示
- バーゼルⅡに関するQ&A

### 銀行に対する検査・処分
1. 検査
  1. 原則
    1. 銀行
    2. 当該銀行を所属銀行とする銀行代理業者への検査（第25条第1項）

  2. 例外：「特に必要があると認めるときは、その必要の限度において」③子法人等[6]・④業務委託先への検査（第25条第2項）
2. 処分
  1. 業務の停止等（第26条）
  2. 免許の取消し等（第27条）

上記以外にも、銀行法には、銀行主要株主、銀行持株会社等、銀行代理業者に関する検査・処分について規定が置かれている。

### 商号規制
- 第6条は「銀行は、その商号中に銀行という文字を使用しなければならない」と規定している。
  - シティバンク銀行やアイワイバンク銀行（現：セブン銀行）、イーバンク銀行（現：楽天銀行）のように「○○バンク銀行」という重言商号の銀行が誕生している。
  - 明文規定はないが「銀行」を末尾にするのが一般的であり、例外は新銀行東京のみだった。
  - 整理回収機構は銀行免許を持っているが、預金保険法の一部を改正する法律（平成10年法律第133号）附則第11条第1項により商号規制の例外となる。
- 6条2項は「銀行でない者は、その名称または商号中に銀行であることを示す文字を使用してはならない。」と規定している。
  - 日本銀行・日本政策投資銀行・国際協力銀行は、それぞれの根拠法（日本銀行法・株式会社日本政策投資銀行法・株式会社国際協力銀行法）で銀行法の商号規定が除外されており、それぞれの根拠法に商号に関する規定が直接置かれている。
  - 外国為替銀行・相互銀行・長期信用銀行は、それぞれの根拠法（外国為替銀行法・相互銀行法・長期信用銀行法）で銀行法の商号規定が除外されており、銀行法上の銀行ではなくとも「銀行」の文字を含む称号を名乗ることが可能であり、また名乗ることが義務付けられていた。これらの金融機関は、2006年に長期信用銀行であったあおぞら銀行が普通銀行へ転換したのを最後にすべて消滅している。なお、外国為替銀行法および相互銀行法は廃止されたが、長期信用銀行法は廃止されていないため、今後新規に長期信用銀行が設立される可能性は理論的には残っている。
  - 信用協同組合や信用金庫は業務が重なるものの銀行を名乗ることができない。したがって、信用組合である朝銀や商銀は、商号に「銀」の字は用いても「銀行」とは名乗っていない。

## 銀行法上の免許・資格
- 銀行免許（法4条）
- 外国銀行免許（法47条）
- 銀行主要株主の認可（法52条の9）
- 銀行持株会社の認可（法第52条の17）
- 銀行代理業の許可（法第52条の36）